# Kikkis 15 bästa låtar
Kikkis 15 bästa låtar är ett samlingsalbum från 1984 av Kikki Danielsson. På albumet har 15 olika sånger inspelade av henne fram till då valts ut. En av sångerna, "Gubben i lådan", skriven av Lasse Holm och Torgny Söderberg, var ny 1984 och blev en hitlåt.

## Låtlista

### Sida A
1. "Gubben i lådan" - 2.45
2. "Stand by Your Man" - 2.36
3. "All Alone Am I (Min ton rotas ton ourano)" - 3.45
4. "Sången skall klinga" - 3.49
5. "Que Sera, Sera" - 3.35
6. "My Broken Souvenirs" - 3.43
7. "Some Old California Memory" - 3.00
8. "Ensamma dagar" - 4.23

### Sida B
1. "Storms Never Last" - 3.20 (med Hasse Andersson)
2. "Ljuset i din natt" - 3.53
3. "Just Like a Woman" - 4.06
4. "Talking in Your Sleep" - 3.03
5. "Fais Deaux deaux" - 3.18
6. "Amazing Grace" - 5.16
7. "Letter Sweater"